# مسرد مصطلحات الثورة الفرنسية
- الأرستقراطية[1] (بالإنجليزية: Aristocracy) هي تسمية لطبقة اجتماعية تتمتع بالأصول النبيلة في المجتمعات الأوروبية وينحصر فيها حكم البلاد. وهي كلمة يونانية الأصل وتعني (حكم الأفضل). وهذه الصفة متوارثة حتى هاجمتها الثورة الفرنسية.
- الإكليروس:الإكليروس هو النظام الكهنوتي الخاص بالكنائس المسيحية ولم يظهر هذا النظام إلا في القرن الثالث الميلادي وتتفق الكنيسة الرومانية الكاثوليكية مع الكنائس الأرثوذكسية في درجات النظام الكهنوتي إلا أن البابا في الكنيسة الكاثوليكية يتمتع بسلطات أعلي من نظيره في الكنيسة الأرثوذكسية.
- الاقتراع العمومي أو التصويت العمومي هو مصطلح يشير إلى توسيع دائرة حق التصويت لتشمل جميع المواطنين البالغين، أو حتى قد تشير إلى توسيع دائرة المصوتين ليشمل صغار السن وغير المواطنين من مقيمي الدولة.

كان أوائل أنظمة التصويت العمومي ينص على حق جميع الذكور البالغين في التصويت بغض النظر عن ممتلكاتهم أو درجة ثرائهم، كان من أوائل الدول الذي طبق هذا النظام هو فرنسا أثناء الثورة الفرنسية عام 1792.
- فولتير: فرانسوا ماري أرويه (François-Marie Arouet) المعروف باسم فولتير (بالفرنسية: Voltaire) من مواليد (21 نوفمبر 1694) ووفيات (30 مايو 1778)، فولتير هو اسمه المستعار. كاتب فرنسي عاش في عصر التنوير، وهو أيضًا كاتب وفيلسوف ذاع صيته بسبب سخريته الفلسفية الظريفة ودفاعه عن الحريات المدنية خاصة حرية العقيدة.
- البؤساء أو البائسون (بالفرنسية: Les Misérables) رواية للكاتب فكتور هوجو نشرت سنة 1862، وتعد من أشهر روايات القرن التاسع عشر، إنه يصف وينتقد في هذا الكتاب الظلم الاجتماعي في فرنسا، كتب في مقدمة الكتاب: «تخلق العادات والقوانين في فرنسا ظرفا اجتماعيا هو نوع من جحيم بشري. فطالما توجد لا مبالاة وفقر على الأرض، كتب كهاته ستكون ضرورية دائماً».
- إعلان حقوق الإنسان والمواطن (بالفرنسية: La Déclaration des droits de l'Homme et du citoyen)، هو الإعلان الذي أصدرته الجمعية التأسيسية الوطنية في 26 آب/أغسطس 1789. يعتبر الإعلان وثيقة حقوق من وثائق الثورة الفرنسية الأساسية وتُعرَّف فيها الحقوق الفردية والجماعية للأمة.

الإعلان متأثّر بفكر التنوير ونظريات العقد الاجتماعي والحقوق الطبيعية التي قال بها مفكرون أمثال جان جاك روسو، جون لوك، فولتير، مونتيسكيو، وهو يشكل الخطوة الأولى لصياغة الدستور. رغم أن الإعلان حدّد حقوق البشر دون استثناء (وليس حقوق المواطنين الفرنسيين فقط) إلا أنّه لم يحدد مكانة النساء أو العبودية بشكل واضح.
- الطبقة (المرتبة) الثالثة (بالفرنسية: le Tiers-État) هي إحدى الطبقات الثلاثة الأساسية لمملكة فرنسا في النظام القديم مع طبقة رجال الدين وطبقة النبلاء. وتألفت هذه الطبقة من نواب مجلس الطبقات الذين يمثلون المدن المتمتعة بالامتيازات ألا وهم النواب البرجوازيون.[2]
- عصر التنوير: (بالإيطالية: L'illuminismo)هي حركة سياسية، اجتماعية، ثقافية وفلسفية واسعة، تطورت بشكل ملحوظ في القرن الثامن عشر في أوروبا. نشأت في إنجلترا ولكن التطور الحقيقي كان في فرنسا. وتحول مفهوم التنوير ليشمل بشكل عام أي شكل من أشكال الفكر الذي يريد تنوير عقول من الظلام والجهل والخرافة، مستفيدا من نقد العقل ومساهمة للعلوم.[3]
- ما قبل الثورة الفرنسية (مصطلح): بالفرنسية La prérévolution أو pré-révolution، استخدم المصطلح من قبل بعض المؤرخين الفرنسيين، يشير إلى الأحداث التي سبقت الثورة الفرنسية دون الخلط بينه وبين «أسباب الثورة الفرنسية» أو «مقدمات الثورة الفرنسية». ظهر التعبير لأول مرة في مراجع مؤرخ الحداثية جان أيجغي (Jean Égret)، وبخاصة كتابه تحت عنوان «ما قبل الثورة الفرنسية» (La Prérévolution française) (باريس PUF, 1962)[4][5]
- النظام القديم (بالفرنسية: l'Ancien Régime) هو النظام السياسي والاجتماعي لمملكة فرنسا منذ أواخر العصور الوسطى (حوالي القرن الخامس عشر) حتى إلغاء النظام الملكي الوراثي والنظام الإقطاعي التي تولته طبقة النبلاء عند اندلاع الثورة الفرنسية عام 1789.[6] كما يُستعمل المصطلح بغرض الإشارة إلى النظم الإقطاعية المشابهة له والتي كانت منتشرة في أوروبا حينذاك.

## وصلات خارجية
- ربيع الشعوب: الثورة الفرنسية على يوتيوب - الجزيرة الوثائقية